# Claude Le Sauteur
Claude Le Sauteur est un peintre québécois né à Rivière-Pentecôte le 7 octobre 1926. Il est décédé le 29 novembre 2007 à l'âge de 81 ans.

## Biographie
Il a étudié à l'École des beaux-arts de Québec, de 1945 à 1950, sous la tutelle de Jean Paul Lemieux, Jean Dallaire et Omer Parent. 
Sa peinture s'inscrit dans la continuité de ses maîtres, Jean Paul Lemieux et Jean Dallaire, et elle possède un caractère universel. Le peintre Claude Le Sauteur fait partie des artistes marquants du Québec. 
Enraciné dans la région de Charlevoix, il est devenu une figure imposante de cette région vouée à l’art et au patrimoine. Le Sauteur peint la réconciliation de l'homme et de la nature. Ses œuvres traduisent une modernité plastique construite avec beaucoup de rigueur et laissent transparaître une grande sensibilité et un souci pictural constant. 

## Musées et collections publiques
- Musée d'art contemporain de Montréal
- Musée d'art de Joliette
- Musée de Charlevoix
- Musée de Lachine
- Musée des métiers d'art du Québec
- Musée Louis-Hémon
- Musée national des beaux-arts du Québec[3]
- Musée Pierre-Boucher

## Distinctions
- 1989 - Membre de l'Académie royale des arts du Canada
- 1950 - Médaille du lieutenant-gouverneur du Québec
- 1984 - Médaille Alphonse-Desjardins
- 2000 - Chevalier de l'Ordre national du Québec
- 2000 - Membre de l'Ordre du Canada